# العلاقات البلجيكية المولدوفية
العلاقات البلجيكية المولدوفية هي العلاقات الثنائية التي تجمع بين بلجيكا ومولدوفا.

## مقارنة بين البلدين
هذه مقارنة عامة ومرجعية للدولتين:
| وجه المقارنة                                              | بلجيكا                                                                              | مولدوفا                           |
| --------------------------------------------------------- | ----------------------------------------------------------------------------------- | --------------------------------- |
| المساحة (كم2)                                             | 30.53 ألف                                                                           | 33.85 ألف                         |
| عدد السكان (نسمة)                                         | 11.37 مليون                                                                         | 2.55 مليون                        |
| الكثافة السكانية (ن./كم²)                                 | 372.42                                                                              | 75.33                             |
| العاصمة                                                   | بروكسل                                                                              | كيشيناو                           |
| اللغة الرسمية                                             | اللغة الهولندية، لغة فرنسية، اللغة الألمانية                                        | اللغة المولدوفية، اللغة الرومانية |
| العملة                                                    | يورو، فرنك بلجيكي                                                                   | ليو مولدوفي                       |
| الناتج المحلي الإجمالي (بليون دولار)                      | 492.68 مليار                                                                        | 8.13 مليار                        |
| الناتج المحلي الإجمالي (تعادل القوة الشرائية) بليون دولار | 514.74 مليار                                                                        | 17.94 مليار                       |
| الناتج المحلي الإجمالي الاسمي للفرد دولار أمريكي          | 40.32 ألف                                                                           | 3.65 ألف                          |
| الناتج المحلي الإجمالي للفرد دولار أمريكي                 | 43.44 ألف                                                                           | 4.98 ألف                          |
| مؤشر التنمية البشرية                                      | 0.890                                                                               | 0.693                             |
| رمز المكالمات الدولي                                      | +32                                                                                 | +373                              |
| رمز الإنترنت                                              | .be                                                                                 | .md                               |
| المنطقة الزمنية                                           | توقيت وسط أوروبا، ت ع م+01:00، ت ع م+02:00، توقيت وسط أوروبا الصيفي، أوروبا/بروكسل ‏ | ت ع م+02:00، ت ع م+03:00          |

## منظمات دولية مشتركة
يشترك البلدان في عضوية مجموعة من المنظمات الدولية، منها:
| علم المنظمة | اسم المنظمة                               | تاريخ انضمام بلجيكا | تاريخ انضمام مولدوفا |
| ----------- | ----------------------------------------- | ------------------- | -------------------- |
|             | منظمة التجارة العالمية                    | ?                   | ?                    |
|             | الأمم المتحدة                             | 27 ديسمبر 1945      | 2 مارس 1992          |
|             | الاتحاد الدولي للاتصالات                  | 1866                | 20 أكتوبر 1992       |
|             | مجلس أوروبا                               | ?                   | ?                    |
|             | يونسكو                                    | 29 نوفمبر 1946      | 27 مايو 1992         |
|             | المنظمة الأوروبية لسلامة الملاحة الجوية   | 1960                | 2000                 |
|             | الاتحاد البريدي العالمي                   | ?                   | ?                    |
|             | مؤسسة التنمية الدولية                     | 2 يوليو 1964        | 14 يونيو 1994        |
|             | منظمة حظر الأسلحة الكيميائية              | ?                   | ?                    |
|             | وكالة ضمان الاستثمار متعدد الأطراف        | 18 سبتمبر 1992      | 9 يونيو 1993         |
|             | منظمة الشرطة الجنائية الدولية             | ?                   | ?                    |
|             | مؤسسة التمويل الدولية                     | 27 ديسمبر 1956      | 10 مارس 1995         |
|             | البنك الدولي للإنشاء والتعمير             | 27 ديسمبر 1945      | 12 أغسطس 1992        |
|             | الفريق المعني برصد الأرض                  | ?                   | ?                    |
|             | منظمة الأمن والتعاون في أوروبا            | 25 يونيو 1973       | 30 يناير 1992        |
|             | المركز الدولي لتسوية المنازعات الاستشارية | 26 سبتمبر 1970      | 4 يونيو 2011         |

## أعلام
هذه قائمة لبعض الشخصيات التي تربطها علاقات بالبلدين:
- ديان فون فورستنبرغ (31 ديسمبر 1946[21][22] – )

## وصلات خارجية
- موقع وزارة الخارجية البلجيكية
- موقع وزارة الخارجية المولدوفية